# Paraje natural playa de los Lances
El paraje natural de la playa de Los Lances es un área protegida en el término municipal de Tarifa en la comarca andaluza del Campo de Gibraltar.

## Características generales
La extensión de este paraje natural es de 226 hectáreas y corresponde a la playa de Los Lances y al humedal formado en la desembocadura de los ríos Jara y de la Vega. La declaración de espacio natural fue aprobada junto al Inventario de Espacios Naturales Protegidos de Andalucía en 1989.

## Localización
Al oeste de la ciudad de Tarifa esta playa, de fina arena, es uno de los puntos más meridionales de la península ibérica; posee 2.890 metros de longitud y una anchura media de 200 metros. El paraje natural, incluido dentro del parque natural del Estrecho, puede diferenciarse en tres zonas básicas. Las dunas primarias, muy activas, se sitúan junto a la orilla del océano Atlántico y posee una flora caracterizada por la presencia de barrón, azucena de mar y la grama de mar; tiene una gran afluencia de bañistas que modifican la estructura de las dunas. Las dunas secundarias, más al interior, poseen menor altura y su vegetación, de porte mediano está caracterizada por especies tales como el barrón. En esta duna secundaria la presencia humana se manifiesta en su uso como aparcamiento y en la existencia de dos urbanizaciones que ocupan parte de su extensión.
Entre ambos sistemas dunares destaca la presencia del humedal de los ríos Jara y de la Vega con especies vegetales adaptadas a las aguas salobres debido al aporte de agua de mar con las mareas. Es especialmente importante la presencia de espartinas y almajos.
En las épocas del paso de aves a través del estrecho de Gibraltar destaca la presencia de garceta común, la garza real, la cigueñela,  el morito común, el aguilucho lagunero,  el charrán patinegro, el vencejo cafre, el correlimos tridáctilo, el correlimos común, el chorlitejo grande, el chorlitejo patinegro y el chorlito gris.